# Gypsochares
Gypsochares är ett släkte av fjärilar. Gypsochares ingår i familjen fjädermott.
Kladogram enligt Catalogue of Life:
| Gypsochares | \| \| Gypsochares baptodactylus \| \| \| \| \| \| Gypsochares bigoti \| \| \| \| \| \| Gypsochares catharotes \| \| \| \| \| \| Gypsochares kukti \| \| \| \| \| \| Gypsochares nielswolffi \| \| \| \| |
|             | \| \| Gypsochares baptodactylus \| \| \| \| \| \| Gypsochares bigoti \| \| \| \| \| \| Gypsochares catharotes \| \| \| \| \| \| Gypsochares kukti \| \| \| \| \| \| Gypsochares nielswolffi \| \| \| \| |
|             | Gypsochares baptodactylus |
|             | |
|             | Gypsochares bigoti |
|             | |
|             | Gypsochares catharotes |
|             | |
|             | Gypsochares kukti |
|             | |
|             | Gypsochares nielswolffi |
|             | |